# Louve (outil)
Pour les articles homonymes, voir Louve.

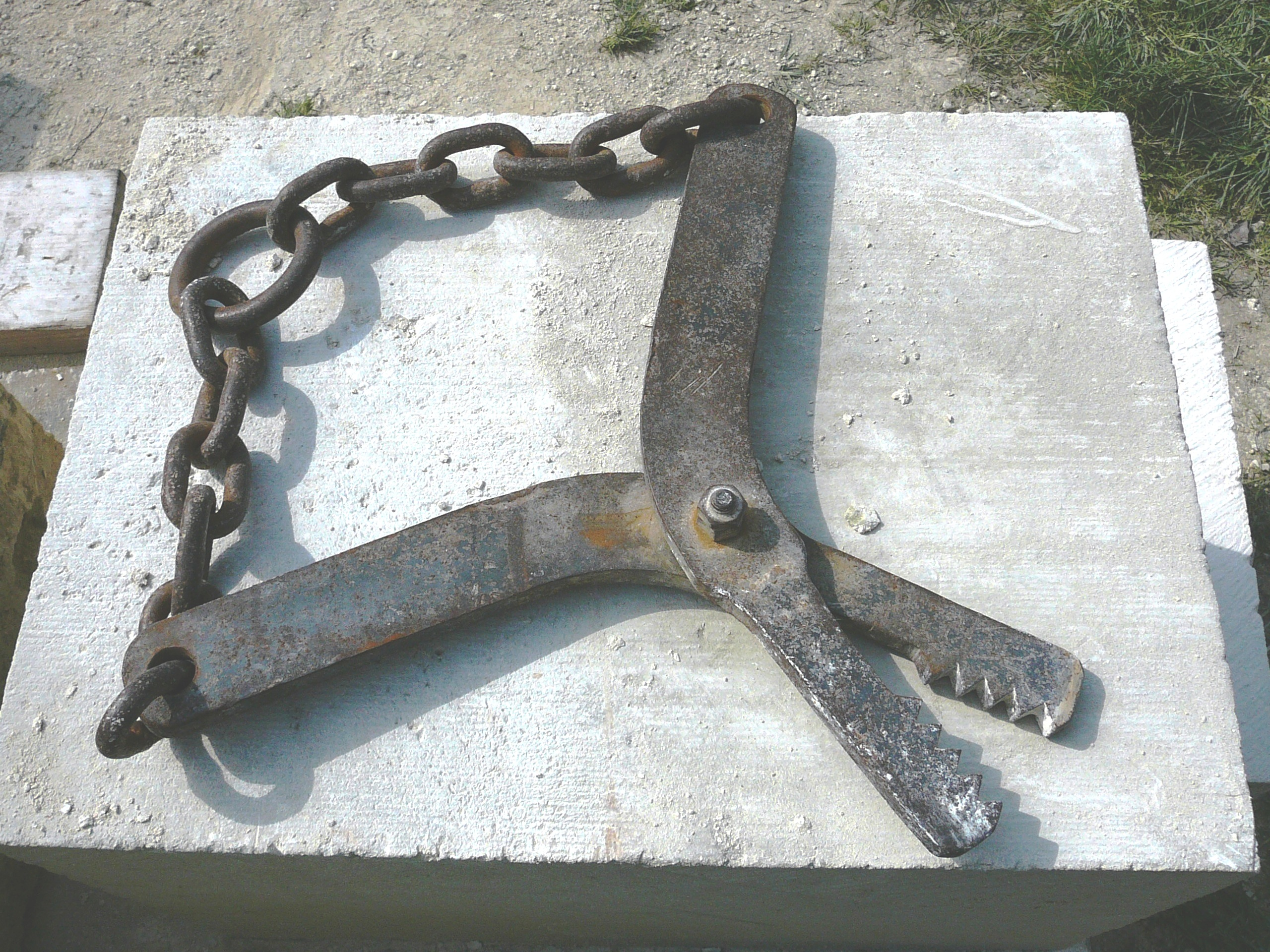
Une louve sur un bloc de pierre.

La louve est à la fois un outil, un instrument et une machine autrefois connus et employés pour le levage et le transport par les carriers et les tailleurs de pierre. 

## Outil, instruments ou machine
La louve est au sens élémentaire un outil en fer de la famille des pinces. Elle est constituée de deux branches amovibles reliées à deux chaînes et un anneau.  Elle est utilisée par les carriers et les tailleurs de pierre pour le bardage des blocs de pierre et plus précisément leur levage. La partie dentelée de la louve se met à l'intérieur d'un trou conique fait au centre du lit d'attente ou du dessus d'une pierre. La louve est soulevée par une corde et une poulie ou un palan.
La louve peut être un instrument mécanique en fer à vis, charnières, genouillères ou pinces, permettant de saisir une pierre, pour la soulever de terre et la transporter à distance. Dans la pratique, la louve déclinée en simple armature carrée de soutien avec pince de préhension sert encore à manipuler des modestes cubes de pierre ou de glace, restés dans ce cas précis intacts, sans forage de trous. Dans l'art de la construction, la loubette, mot correspondant au diminutif de la louve, était une louve à clavettes pour élever les pierres de taille à hauteur d'œuvre.
La louve désigne également une machine de fer qu'on engage dans le lit supérieur d'une pierre qu'on veut enlever pour la mettre à la place qui lui est destinée : elle est composée de trois pièces, dont celle du milieu retient, le nom de louve, et les deux autres se nomment louveteaux - Début XIXe siècle, cette machine n'est presque plus en usage; Le louveur est l'ouvrier qui est employé à faire, dans les pierres les trous idoines pour placer la louve et l'y ajuster - On dit louver une pierre. Une pierre louvée est donc une pierre dans laquelle on a fait un trou au milieu pour placer la louve afin de pouvoir l'enlever et la mettre en place. 
Plus simplement, une pierre louvée est une pierre préparée, dans le lit d'attente de laquelle on a pratiqué un, voire deux trous, pour recevoir des louves.

## Histoire

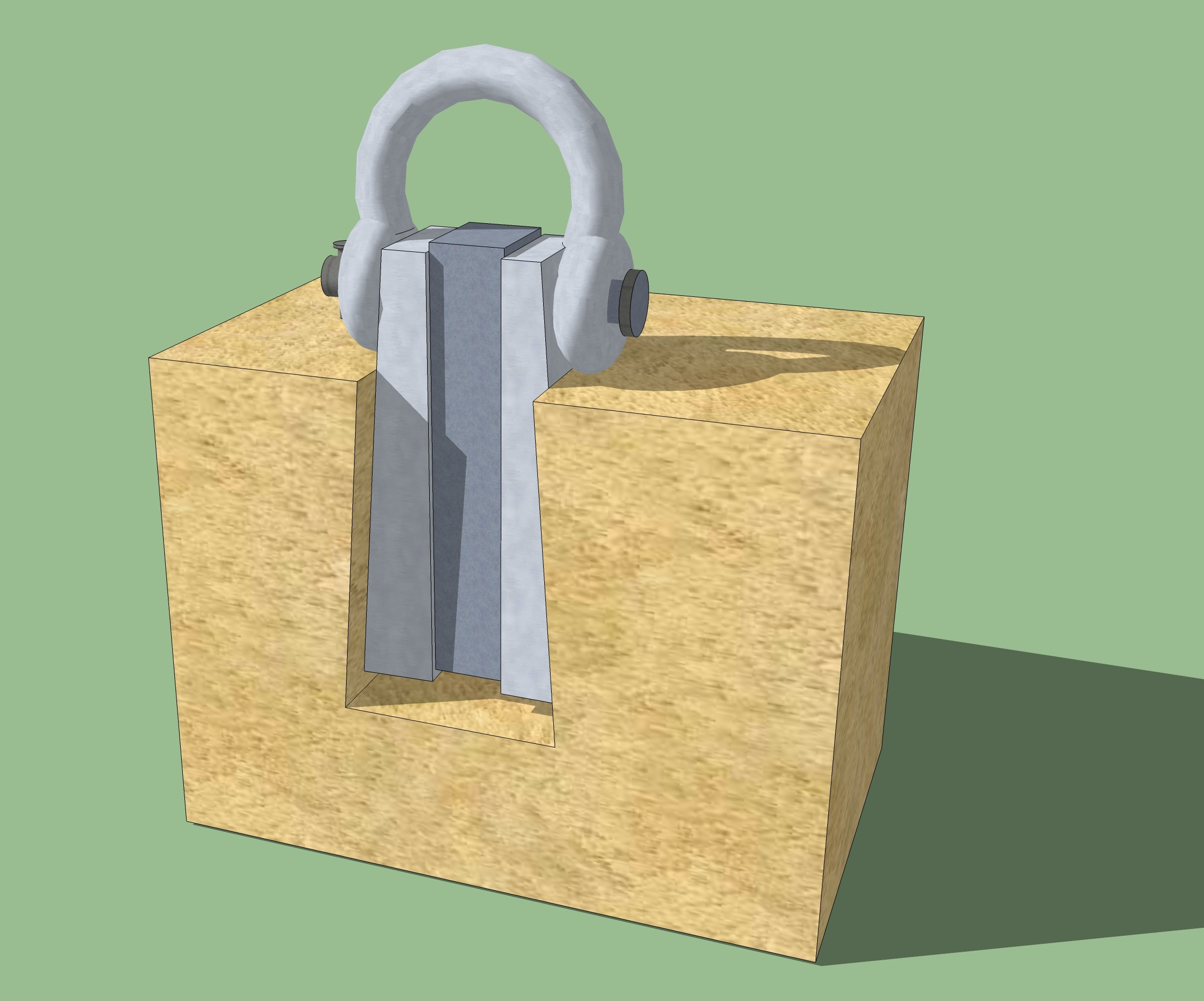
La louve à trois pièces, utilisée par les Romains.

L'usage de la louve remonte à la Grèce antique. Il s'agit au départ de pièces de bois — tout comme les goujons qui assujettissent les pierres entre elles — dont un côté au moins est oblique et vient se bloquer contre la paroi inclinée d'une mortaise taillée dans la pierre. À partir de l'époque classique, les louves sont en métal (en fer ou en bronze) et leur taille diminue (2 à 3 cm de large, une dizaine de centimètres de long et de profondeur). Lorsqu'elle est unique, la louve se trouve près du centre de gravité du bloc. On trouve aussi des louves doubles pour des blocs plus longs, voire des louves quadruples. Son usage, qui permet de placer un bloc verticalement y compris dans des situations difficiles (blocs clé), s'est généralisé à l'époque romaine.